# Eurycyde antarctica
Eurycyde antarctica is een zeespin uit de familie Ascorhynchidae. De soort behoort tot het geslacht Eurycyde. Eurycyde antarctica werd in 1987 voor het eerst wetenschappelijk beschreven door Child. 